# From Wishes to Eternity
From Wishes to Eternity è il primo album live del gruppo musicale finlandese Nightwish. È stato pubblicato nel 2000 in DVD, VHS e CD. Il CD venne pubblicato in un'edizione limitata di sole 10 000 copie, disponibili solo in Finlandia. Al termine del DVD si può vedere la band che viene premiata con il disco d'oro per Wishmaster.

## Tracce
1. The Kinslayer
2. She Is My Sin
3. Deep Silent Complete
4. The Pharaoh Sails to Orion (feat. Tapio Wilska)
5. Come Cover Me
6. Wanderlust
7. Instrumental (Crimson Tide/Deep Blue Sea)
8. Swanheart
9. Elvenpath
10. Fantasmic Part 3
11. Dead Boy's Poem
12. Sacrament of Wilderness
13. Walking in the Air
14. Beauty and the Beast (feat. Tony Kakko)
15. Wishmaster

## Bonus
Il DVD include anche:
- Video ufficiali
  - The Carpenter
  - Sleeping Sun
- Video live
  - The Kinslayer
  - Walking in the Air
- Scene cancellate
- Interviste
  - Tarja Turunen
  - Tuomas Holopainen